# クリスチャン・ダリソー
クリスチャン・ダリソー（Christian Darrisaw, 1999年6月2日 - ）は、アメリカ合衆国バージニア州ピーターズバーグ出身のプロアメリカンフットボール選手。NFLのミネソタ・バイキングスに所属している。ポジションはオフェンシブタックル。

## 経歴

### カレッジ
バージニア工科大学では3年目の2020年シーズンにオールACCファーストチームに選出された。

### ミネソタ・バイキングス
| 6 ft 4+3⁄4 in (195 cm)  | 322 lb (146 kg) | 34+1⁄4 in (87 cm) | 9+1⁄4 in (23 cm) |
| All values from Pro Day |                 |                   |                  |

2021年のNFLドラフトにて、全体23位でミネソタ・バイキングスから指名され、その後ルーキー契約を結んだ。
2021年シーズン開幕前に股関節を痛め、シーズン最初の4試合を欠場した。
2024年4月29日、チームから5年目の契約オプションを行使された。7月23日にはバイキングスと7,700万ドルが保証された、2029年シーズンまでの4年1億1,300万ドルの契約延長に合意した。
第8週のロサンゼルス・ラムズ戦で膝を負傷し、その後のシーズンを全休することになった。